# Łosiniecki Potok
Łosiniecki Potok (Kuryłówka, Szusk, Wełniaczka, Rybnica, Wojniaczka, Potok Łosiniecki, Wołnianka, błędnie: Potok Łosienicki) – potok na pograniczu Roztocza Środkowego i Roztocza Wschodniego o długości ok. 12 km. Wypływa we wsi Kunki niedaleko Suśca. Najpierw płynie na południowy wschód i dopływa do Zawadek, gdzie zmienia kierunek na południowy. Niedługo potem przyjmuje bezimienny ciek z prawej strony i zmienia kierunek znowu na południowo-wschodni. Dalej w Łosińcu tworzy duży meander, a potem zmienia kierunek znowu na południowy, a potem na południowo-zachodni. Następnie w Kolonii Świdy przyjmuje z lewej strony rzeczkę Olszankę. Przepływa jeszcze przez Rybnicę i w Hucie-Szumach uchodzi do Tanwi.